# 地方創生 (臺灣)
「地方創生」是中華民國政府自2019年起推行的一系列政策。為應對臺灣社會面臨少子女化、高齡化，導致非都會區出現人口快速流失與經濟停滯等現象，由國家發展委員會為主要統籌與協調機關，並與地方政府共同推動。其政策推動分為初期的「地方創生國家戰略計畫」（地方創生1.0），中期「加速推動地方創生計畫」（地方創生2.0），以及最新的「打造永續共好地方創生計畫」（地方創生3.0）。

## 外部連結
- 國家發展委員會「地方創生資訊共享交流平臺」